# Facial (acto sexual)
Un facial es un término de actividad sexual en la que un hombre eyacula el semen en la cara de una o más parejas sexuales. El facial es una forma de relaciones sexuales sin penetración, a pesar de que se realiza generalmente después de otros medios de estimulación sexual, tales como sexo anal, sexo vaginal, masturbación o sexo oral. En películas pornográficas y videos hay regularmente faciales, a menudo como una forma de cerrar una escena.

## Práctica

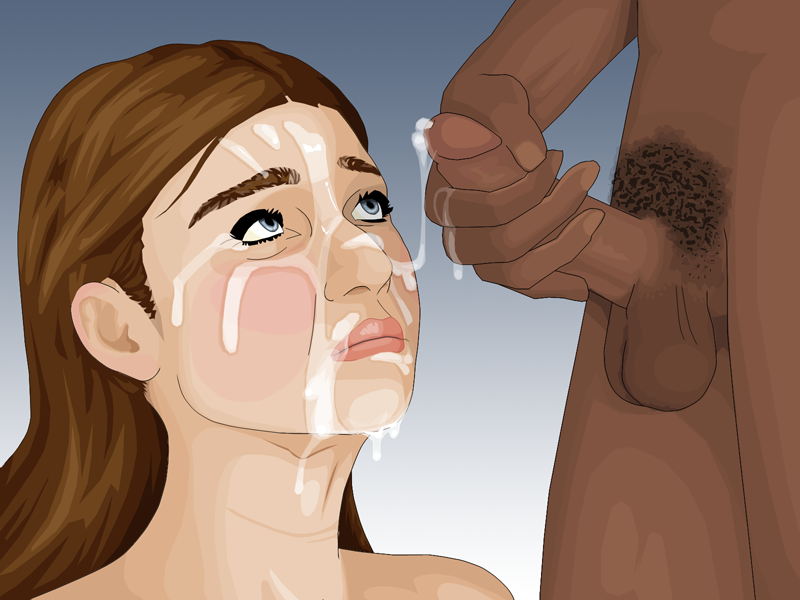
Ilustración de un hombre eyaculando en la cara de una mujer

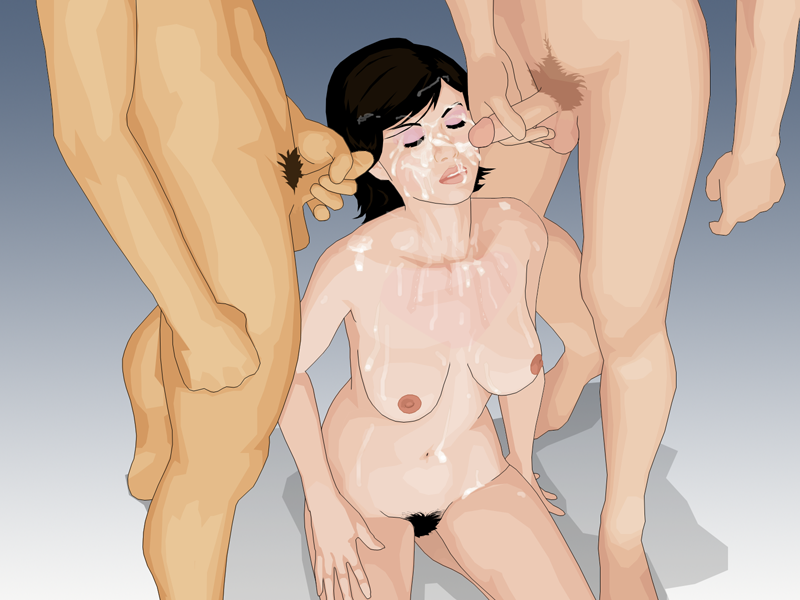
Dos hombres eyaculando en la cara de una mujer

La realización de un facial suele ir precedida de actividades que resultan en la excitación sexual y la estimulación de los participantes para eyacular. Después de que el nivel de la estimulación sexual se ha logrado, y la eyaculación es inminente, el hombre coloca su pene para que la eyaculación del semen se deposite sobre la cara de la pareja.
El volumen de semen que se eyacula depende de varios factores, incluida la salud del varón, edad, grado de excitación sexual, y el tiempo transcurrido desde la última eyaculación. Las cantidades normales de rango la eyaculación de 1.5 a 5.0 mililitros (1 cucharadita). Segundos después de haber sido depositado en la cara, el semen se espesa, antes de su licuefacción 15-30 minutos después.